# John Beddoe
Pour les articles homonymes, voir Beddoe.
John Beddoe, né le 21 septembre 1826 et mort le 19 juillet 1911, est l'un des ethnologues anglais les plus éminents de l'époque victorienne.

## Biographie

### Jeunesse et formation
John Beddoe naît le 21 septembre 1826 à Bewdley, dans le Worcestershire. Il est le fils de John Beddoe JP, un marchand, et d'Emma, fille de Henry Barrer.
Il est éduqué à l'école de Bridgnorth, puis étudie la médecine à l'University College de Londres où il obtient une licence. Il poursuit ses études à l'Université d'Édimbourg où il obtient un doctorat en médecine en 1853. Il devient médecin résident à l'infirmerie royale d'Édimbourg,. Durant sa formation, il commence ses observations sur les couleurs de cheveux et d'yeux en Angleterre et dans les Orcades entre 1846 et 1852.

### Carrière

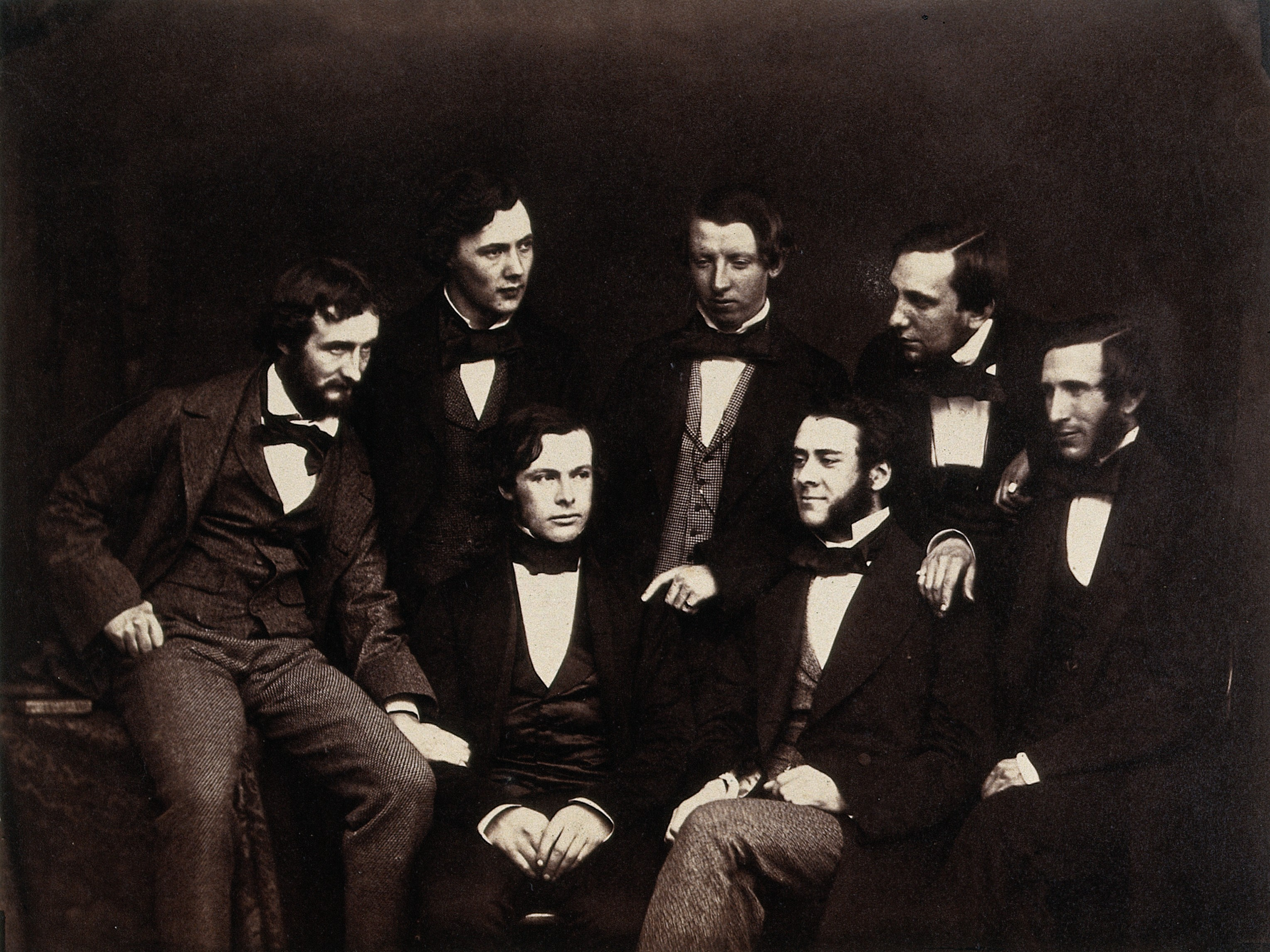
John Beddoe (à l'extrême gauche) avec d'autres résidents de l'Old Royal Infirmary d'Édimbourg, dont ses amis David Christison, Joseph Lister et Patrick Heron Watson

Il sert dans la guerre de Crimée aux côtés de David Christison (en)  Il exerce comme médecin adjoint dans un hôpital civil à Renkioi, puis termine sa formation médicale à Vienne. En 1857, il exerce comme médecin à Bristol et devient par la suite médecin au Bristol Royal Infirmary (en) de 1862 à 1873. Il est élu au Collège royal des médecins en 1873.
Il est élu membre de la Royal Society en 1873. En 1887, il est élu membre de l'American Antiquarian Society. Il est l'un des fondateurs de la Société ethnologique et président de l'Institut anthropologique de 1889 à 1891. En 1890, il est nommé Officier de l'Instruction publique en France et est membre de plusieurs sociétés anthropologiques européennes. Il devient membre fondateur de la Bristol and Gloucestershire Archaeological Society en 1875 et en devient président en 1809.
Beddoe prend sa retraite de la pratique à Bristol en 1891 et déménage à Bradford-on-Avon dans le Wiltshire.

### Vie privée et engagement politique

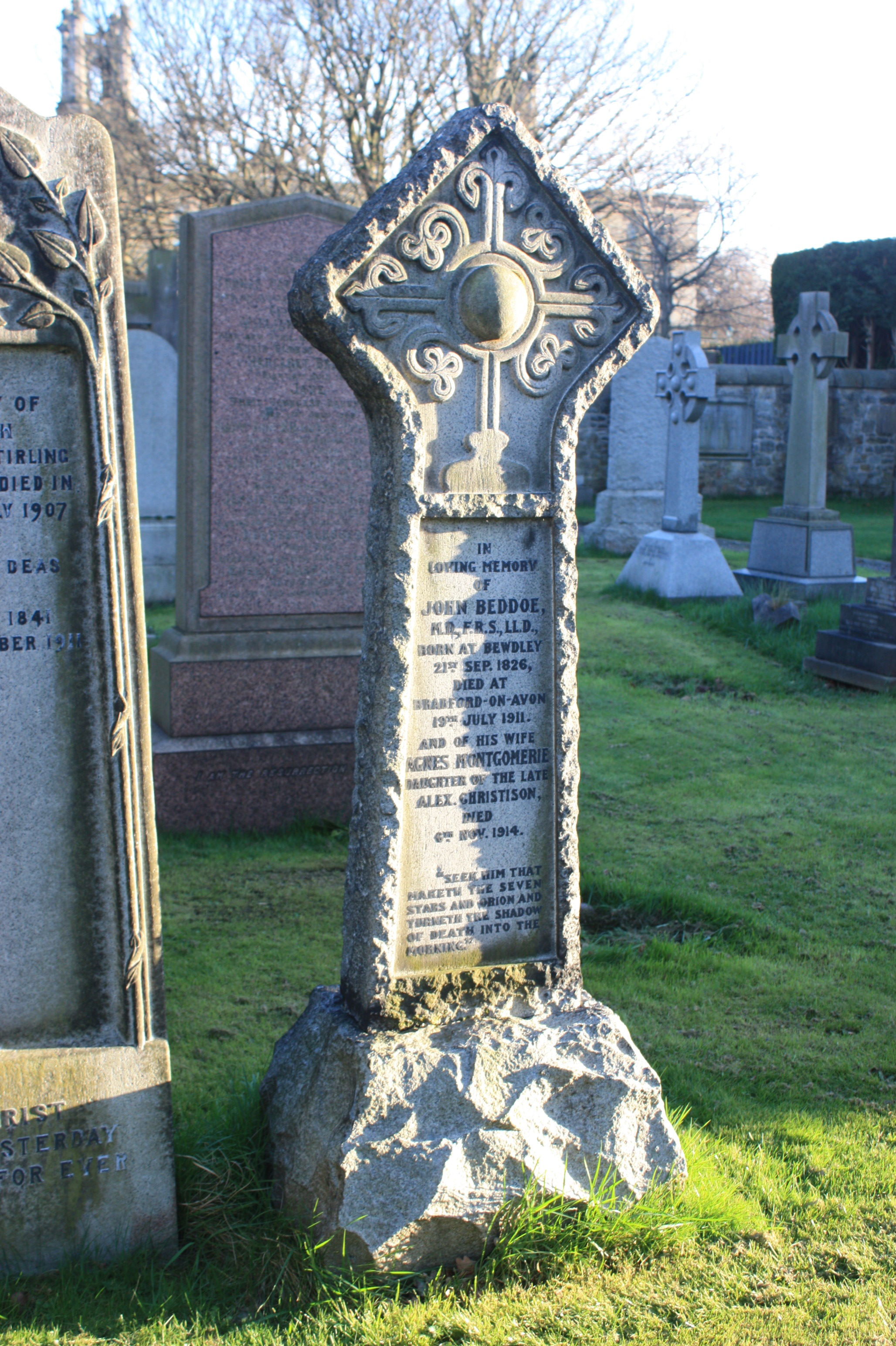
La tombe de John Beddoe, cimetière Dean

En 1858, il épouse Agnes Montgomerie Cameron (décédée en 1914), petite-fille du professeur Alexander Christison (en) et nièce de Robert Christison. Elle est la sœur de son ami le Dr David Christison. Ensemble, ils ont un fils et une fille. Lui et sa femme Agnes sont tous deux amis avec Mary Carpenter et organisent ce qui est dit être la première réunion en faveur du suffrage des femmes en 1868. Les invités comprennent une jeune Annie Leigh Browne.

### Fin de vie
Il meurt à Bradford-on-Avon le 19 juillet 1911 des suites d'une hémorragie prostatique. Il est enterré dans la section nord du cimetière Dean à Édimbourg, vers l'extrémité ouest. Au moment de sa mort, il était encore président de la British Kyrle Society.

## Travaux
Beddoe est un pionnier dans l'observation des gens vivants, en particulier de leurs couleurs de cheveux et d'yeux, qu'il considère comme des preuves précieuses des origines du peuple britannique. Son essai The Origin of the English Nation remporte un prix offert par l'Eisteddfod national gallois en 1867. Cela a ensuite été étendu et publié en 1885 sous le titre Races of Britain.
En 1891, Beddoe donne les conférences Rhind sur « L'histoire anthropologique de l'Europe ».